# Ali Sastroamidjojo
Ali Sastroamidjojo (Magelang, 21 mei 1903 - Jakarta, 13 maart 1976) was een Indonesisch politicus en diplomaat. Hij was tweemaal minister-president van Indonesië.

## Nationalisme
Ali studeerde rechten aan de Universiteit Leiden en werd meester in de rechten in 1927. Tijdens zijn studietijd was hij een prominent lid van de nationalistische vereniging Perhimpoenan Indonesia. Toen hij in 1927 op het punt stond terug te keren naar Nederlands-Indië werd hij, samen met onder andere Mohammed Hatta, opgepakt door de Nederlandse politie voor 'opruiing'. Na enkele maanden gevangenschap werd hij vrijgesproken en in 1928 kon hij alsnog terug naar Indië. Daar begon hij een advocatenkantoor en sloot hij zich aan bij de Indonesische Nationale Partij van Soekarno.

## Politieke carrière
Tijdens de Indonesische Onafhankelijkheidsoorlog was Ali Sastroamidjojo tussen 1947 en 1949 minister van onderwijs in de kabinetten Amir Sjarifoeddin I en II en Hatta I. Tijdens de tweede politionele actie werd hij, net als Soekarno, Hatta en meerdere andere ministers van het kabinet-Hatta I, opgepakt door de Nederlanders. Na zijn vrijlating werd hij lid van de Indonesische delegatie bij de rondetafelconferentie van 1949.
Na de soevereiniteitsoverdracht werd Ali Sastroamidjojo in 1950 de eerste ambassadeur voor de Verenigde Staten, Canada en Mexico in Washington. Na een kabinetscrisis en een moeizame kabinetsformatie in Indonesië in 1953 werd hij teruggehaald naar Indonesië om minister-president te worden van het kabinet-Ali Sastroamidjojo I. In deze rol was hij ook voorzitter van de Bandungconferentie. Een conflict met het leger zorgde voor de val van zijn kabinet in 1955, maar een klein jaar later werd hij opnieuw premier van het kabinet-Ali Sastroamidjojo II.
Na zijn premierschap werd Ali Sastroamidjojo de permanente vertegenwoordiger van Indonesië bij de Verenigde Naties (1957-1960), en daarna voorzitter van de Indonesische Nationale Partij (1960-1966). Na de Kudeta en het aftreden van president Soekarno werd Sastroamidjojo korte tijd opgepakt, maar niet berecht. In het nieuwe regime van Soeharto speelde hij geen rol meer.